# 5years
5years (5years?) è il primo best of della cantante j-pop giapponese Kimura Kaela. È stato pubblicato il 3 febbraio 2010 dall'etichetta major Nippon Columbia. Come suggerisce il titolo, è qui raccolto il meglio dei primi cinque anni di attività della cantante con tutti i singoli in ordine anticronologico, cioè partendo dalla canzone più recente fino alla più vecchia.
L'album è stato stampato in due versioni, normal e special, entrambe in confezione jewel case, ma con copertina diversa (sulla normal edition Kimura Kaela su fondo fucsia e sulla special edition una bimba, a rappresentare Kimura Kaela a cinque anni, su fondo giallo); la versione special conteneva inoltre un secondo CD con alcuni inediti e tutti i duetti, le collaborazioni e le cover eseguite della cantante nei suoi cinque anni di attività.

## Tracce
Dopo il titolo è indicata fra parentesi "()" la grafia originale del titolo, eventuali note dopo il punto e virgola ";".

### CD 1
1. You bet!! (You bet!!?) - 3:50; nuovo brano
2. Butterfly (Butterfly?) - 4:17
3. BANZAI (BANZAI?) - 4:35
4. Doko (どこ?) - 4:05
5. Moustache (マスタッシュ?) - 3:54
6. memories (original version) (memories（original version）?) - 4:07
7. Jasper (Jasper?) - 3:46
8. Yellow (Yellow?) - 3:20
9. Samantha (Samantha?) - 4:08
10. Snowdome (Snowdome?) - 4:40
11. TREE CLIMBERS (TREE CLIMBERS?) - 3:16
12. Magic Music (Magic Music?) - 2:55
13. You (You?) - 4:33
14. BEAT (BEAT?) - 4:46
15. Rirura Riruha (リルラ リルハ?) - 3:53
16. happiness!!! (happiness!!!?) - 5:00
17. Level 42 (Level 42?) - 4:11

### CD 2
Questo CD è incluso solo nella special edition del disco.
1. Chameleon 2 sei (カメレオン2世?) - 3:43; inedito
2. Hey! Hey! Alright (Hey! Hey! Alright?) - 4:00; SCHADARAPARR + Kimura Kaela
3. OH PRETTY WOMAN (OH PRETTY WOMAN?) - 2:18; cover di Roy Orbison usata come sigla del telefilm Attention Please
4. Kotoba wa sankaku Kokoro wa shikaku (言葉はさんかく こころは四角?) - 4:04; cover dei Quruli
5. Liliane (リリアン?) - 4:15; inedito prodotto da Seiji Kameda
6. Cloudy (Cloudy?) - 5:06; Kimura Kalea & FOE
7. Miracle☆BANZAI (ミラクル☆BANZAI?) - 3:51; Kimura Kaela feat. ILMARI
8. Forbidden Fruits (Forbidden Fruits?) - 4:52; Curly Giraffe feat. KAELA KIMURA
9. darling (darling?) - 3:11; inedito
10. Odoru Ponpokorin (おどるポンポコリン?) - 3:12; sigla per il ventesimo anniversario dell'anime Chibi Maruko-chan
11. Mashimaro (マシマロ?) - 2:19; cover di Tamio Okuda
12. Happy? (Happy??) - 3:50; cover dei Judy and Mary